# Симоне Перота
Симоне Перота (итал. Simone Perotta; 17. септембар 1977, Ештон андер Лин, Енглеска) је бивши професионални италијански фудбалер средине терена. Најпознатији је по томе што је велики део своје каријере провео у Роми и што је био италијански репрезентативац.
Перота је почео професионалну каријеру у Ређини, да би потом наступао и за Јувентус, Бари и Кјево, док 2004. године није постао члан Роме, у којој је провео највећи део каријере и са којом је освојио је два купа (2007. и 2008. године), као и Суперкуп Италије 2007. године.
Перота, рођен у Енглеској, био је италијански репрезентативац. Са репрезентацијом до 21 године освојио је Европско првенство у фудбалу 2000. године. Од дебија за националну селекцију 2002. године до повлачења 2009. године одиграо је 48 утакмица и постигао је 2 гола за репрезентацију. Био је члан репрезентације на 1 светском првенству (2006) и 2 европска првенства (2004 и 2008). Као члан националне селекције постао је шампион света 2006. године.

## Клупска каријера

### Ређина
Прве фудбалске кораке направио је у локалним клубовима Черизану и Кастролиберу, да би са 1990. године, када је имао 13 година, прешао је у Ређину, где је играо за све категорије.
10. септембра 1995. године дебитовао је за први тим Ређине, на утакмици против Кјева у Серији Б.
У сезони 1996/97 одиграо је 26 утакмица за Ређину, а постигао је и први гол за клуб, на утакмици против Анконе.

### Јувентус
На крају сезоне 1997/98 Перота је прешао Јувентус, који је тада тренирао Липи. Перота није добијао много прилика да игра у Јувентусу, с обзиром да је за конкуренцију на својој позицији имао нека светска имена попут Зидана, Дешана, Ди Ливиа, Контеа, Давидса и Такинардија.
У новембру Перота је дебитовао у Лиги шампиона, када је ушао као замена за Ди Ливиа, на утакмици против Атлетика. У јануару 1999. године у првој утакмици четвртфинала купа против Болоње Перота је постигао једини гол за Јувентус, у поразу од 2:1, а играо је и у Интертото купу 1999. године.

### Бари
У јулу 1999. године Перота је прешао у Бари, који је од Јувентуса откупио удео у  његовом уговору.
У Барију Перота је више играо по крилу, што је, како се касније испоставило, имало утицаја на његов учинак на терену. У појединим утакмицама играо је на својој природној позицији, у средини терена, као на утакмици против Венеције 9. јануара 2000. године, када је постигао и свој једини гол у сезони.
2001. године, након промене тренера и доласка Скјанманика, Перота је играо све мање, а пред крај сезоне није чак био ни на клупи. У јулу 2001. године, Бари који више није рачунао на Пероту, откупио је Јувентусов удео у његовом уговору и продао га Кјеву, који се изборио за дебитантски наступ у Серији А следеће сезоне.

### Кјево
У Кјеву Перота је играо централног или задњег везног, уместо крила, што је и утицало на његове партије у новом клубу. Већ 26. августа 2001. године, Кјево је играо своју прву утакмицу у лиги, у гостима против Фјорентине, а већ у 6. минуту  утакмице Перота је постао први стрелац клуба из Вероне у Серији А. Перота је заједно са Корадијем, Марацином, Ерибертом, Манфрединијем, Лупателијем и Коринијем чинио окосницу састава Кјева, који је у првој сезони у серији А, предвођен Делнеријем са клупе, играјући углавном у нападачки оријентисаној 4-4-2 формацији, освојио 5. место и обезбедио пласман у Куп УЕФА, са бодом мање од четртопласираног Милана.
Следеће сезоне Перота је са Кјевом дебитовао у Купу УЕФА, где су у првом колу испали од Црвене звезде. Сезону 2002/03 Перота је са Кјевом завршио на 7. месту у лиги, на које су пали са 5. које су држали пре задњег кола сезоне.
Сезону 2003/04, која је била Перотина трећа у клубу, обележили су одласци неких од најважнијих играча, што је и био један од разлога освајања 9. места на крају сезоне.

### Рома
У августу 2004. Перота је за 7.2 милиона евра прешао из Кјева у Рому, са којом је потписао четворогодишњи уговор. Рома је довела Пероту са намером да замени Емерсона, који је прешао у Јувентус. Перотина прва сезона у Роми била је турбулентна, Прандели који га је довео, напустио је клуб две недеље пре почетка сезоне, због приватних разлога, а његова замена Фелер, је дао отказ следећег месеца. Трећи тренер Роме у сезони био је Делнери, који је Пероту тренирао у Кјеву. Као подршку офанзивном трију Тоти-Касано-Монтела, Делнери је жртвовао Пероту стављајући га у улогу задњег везног. Са још једном променом тренера до краја сезоне, Рома је завршила на 8. месту. Перота је поново заиграо у Лиги шампиона, али испадање у првом кругу и пораз од Интера у финалу купа, су још више допринели лошем утиску очајне сезоне.
На Перотијеву каријеру важан утицај је имао Лучано Спалети, који је постављен за тренера Роме пред почетак сезоне 2005/06. У децембру 2005. године, пред утакмицу са Сампдоријом, када су му сви нападачи су били повређени (Касано, Монтела и Нонда), Спалети, који је форсирао формацију 4-2-3-1, одлучио је да Тотија стави у врх напада, а одмах иза њега Перотија као офанзивног везног. Иако у почетку Перота није био убеђен да ће то функционисати, касније се испоставило да је тај Спалетијев потез обележио његову каријеру. Перота је на новој позицији био један од најзаслужнијих за Ромин низ од 11 везаних победа, у сезони коју је Рома завршила на другом месту.
У септембру 2006. Перота је продужио уговор са Ромом до 2010. године. 18. октобра 2006. Перота је својим голом донео победу Роми у гостима над Олимпијакосом, у групној фази Лиге шампиона. 18. априла 2007. Перота је постигао први гол за Рому на гостовању Интеру, која је на крају  и тријумфовала са 3:1. 9. маја 2007. Перота је постигао трећи гол за Рому против Интера у првој утакмици финала Купа у сезони 2006/07, коју је Рома победила са 6:2, а постигао је и почасни гол у реваншу, 8 дана касније. Као и претходне сезоне Рома је завршила као другопласирана у првенству.
19. августа освојио је и Суперкуп са Ромом, која је победила Интер. На тој утакмици Перота је, пре него што је ушао у игру у 72. минуту утакмице, добио црвени картон, због протеста, на интервенцију четвртог судије. 31. октобра 2007. Перота је постигао трећи гол за Рому у победи у дербију на Лациом од 3:2. У финалу купа 24. маја 2008. Рома се поново састала са Интером, а Перота је постигао други гол за Рому, која је на крају и тријумфовала са резултатом 2:1, док је у првенству Рома поново била друга.
14. децембра 2008. године, Перота је постигао други гол за Рому, на утакмици против Каљарија, коју је Рома, након преокрета, добила са 3:2.
У октобру 2009. године Перота је продужио уговор са Ромом до краја сезоне 2010/11.
У јануару 2011. године Перота је био стрелац другог гола за Рому, у победи над Катанијом од 3:0. У марту 2011. године продужио је уговор са Ромом на годину дана, са опцијом продужења, под истим условима, до краја сезоне 2012/13. 23. априла 2011. постигао је једини гол на утакмици против бившег клуба, када је Рома победила Кјево. Због шамарања Андреа Мазијела, 1. маја 2011. године, на утакмици против Барија, добио је 3 утакмице суспензије, која је након жалбе смањена на 2 утакмице.
У марту 2013. био је стрелац другог гола у победи над Ђеновом. Када му је истекао уговор са Ромом, на крају сезоне 2012/13. Перота је објавио крај професионалне каријере.

## Репрезентативна каријера
За репрезентацију Италије дебитовао је 2002. године. До повлачења из репрезентације сакупио је 48 наступа, постигао је 2 гола, учествовао је на 3 турнира (1 светско првенство и 2 европска првенства) и био је шампион света 2006. године.

### Почетак каријере
Перота је 6 пута наступао за Италијанску репрезентацију до 21 године, а као стандардни члан репрезентације освојио је Европско првенство у фудбалу до 21 године 2000. године.
У новембру 2002. Перота је дебитовао за сениорску репрезентацију на утакмици против Турске.

### Европско првенство 2004
Перота је играо на све три утакмице првенства за Италију. Такође, био стрелац на утакмици против Бугарске, коју је Италија добила са 2:1 и када је, иако непоражена, испала са првенства.

### Светско првенство 2006
Селектор Липи уврстио је Пероту у састав репрезентације за светско првенство 2006. године. Играо је на свих седам утакмица на првенству. На утакмици против САД, Перота се повредио, али је остао у игри, јер је Италија већ извршила све три измене. Ипак, опоравио се за наступ на финалној утакмици групне фазе против Чешке.

### Европско првенство 2008
Перотин наступ на европском првенству је био доведен у питање због повреде коју је претрпео у мају на утакмици финала купа против Интера. Ипак. повреда није била теже природе и Перота је остао на списку репрезентативаца које је селектор Донадони повео на европско првенство 2008.

## Приватни живот
Симоне Перота је рођен у Ештон андер Лину, где се његова породица преселила седамдесетих. Рођен је 17. септембра 1977. године од оца Франческа и мајке Ана Марије. Након 5 година породица се вратила назад у Италију, у Черизано, у округу Козенца регије Калабрија, где је и одрастао. Има два брата Ђанлуку и Макса, који су старији од њега.
Има два сина.

## Занимљивости
Перота је, као освајач светског првенства, добио статуу у свом родном граду, Ештон андер Лину, заједно са Џефом Херстом и Џимијем Армфилдом, који су такође рођени у истом граду и који су освојили светско злато, али са Енглеском.
У Роми је носио број 20.

## Статистика каријере

### Клуб
Подаци од 15. марта 2021. године
| Клуб              | Сезона            | Лига              | Лига    | Лига   | Куп     | Куп    | Европа  | Европа | Укупно  | Укупно |
| Клуб              | Сезона            | Такмичење         | Наступа | Голова | Наступа | Голова | Наступа | Голова | Наступа | Голова |
| ----------------- | ----------------- | ----------------- | ------- | ------ | ------- | ------ | ------- | ------ | ------- | ------ |
| Ређина            | 1995–96           | Серија Б          | 22      | 0      | —       | —      | —       | —      | 22      | 0      |
| Ређина            | 1996–97           | Серија Б          | 29      | 0      | —       | —      | —       | —      | 29      | 0      |
| Ређина            | 1997–98           | Серија Б          | 26      | 1      | —       | —      | —       | —      | 26      | 1      |
| Јувентус          | 1998–99           | Серија А          | 7       | 0      | 6       | 1      | 1       | 0      | 14      | 1      |
| Јувентус          | 1999–2000         | Серија А          | 0       | 0      | 0       | 0      | 1       | 0      | 1       | 0      |
| Бари              | 1999–2000         | Серија А          | 31      | 1      | —       | —      | —       | —      | 31      | 1      |
| Бари              | 2000–01           | Серија А          | 25      | 0      | 0       | 0      | —       | —      | 25      | 0      |
| Кјево             | 2001–02           | Серија А          | 32      | 4      | 3       | 1      | —       | —      | 35      | 5      |
| Кјево             | 2002–03           | Серија А          | 32      | 1      | 0       | 0      | 2       | 0      | 34      | 1      |
| Кјево             | 2003–04           | Серија А          | 31      | 1      | 0       | 0      | —       | —      | 31      | 1      |
| Рома              | 2004–05           | Серија А          | 30      | 3      | 5       | 0      | 4       | 0      | 39      | 3      |
| Рома              | 2005–06           | Серија А          | 35      | 5      | 5       | 2      | 7       | 1      | 47      | 8      |
| Рома              | 2006–07           | Серија А          | 34      | 8      | 7       | 4      | 9       | 1      | 50      | 13     |
| Рома              | 2007–08           | Серија А          | 29      | 5      | 6       | 1      | 6       | 1      | 41      | 7      |
| Рома              | 2008–09           | Серија А          | 25      | 5      | 2       | 0      | 6       | 0      | 33      | 5      |
| Рома              | 2009–10           | Серија А          | 32      | 5      | 3       | 0      | 5       | 1      | 40      | 5      |
| Рома              | 2010–11           | Серија А          | 26      | 3      | 3       | 0      | 6       | 1      | 34      | 4      |
| Рома              | 2011–12           | Серија А          | 19      | 0      | 2       | 0      | 2       | 1      | 23      | 1      |
| Рома              | 2012–13           | Серија А          | 16      | 2      | 1       | 0      | 0       | 0      | 17      | 2      |
| Рома              | Укупно            | Укупно            | 246     | 36     | 33      | 7      | 44      | 6      | 326     | 49     |
| Укупно у каријери | Укупно у каријери | Укупно у каријери | 479     | 44     | 43      | 9      | 48      | 6      | 573     | 59     |

### Репрезентација
Подаци од 15. марта 2021. године
| Италија | Италија | Италија |
| Година  | Наступа | Укупно  |
| ------- | ------- | ------- |
| 2002    | 1       | 0       |
| 2003    | 11      | 0       |
| 2004    | 9       | 1       |
| 2005    | 0       | 0       |
| 2006    | 12      | 1       |
| 2007    | 5       | 0       |
| 2008    | 8       | 0       |
| 2009    | 2       | 0       |
| Укупно  | 48      | 2       |

## Трофеји

### Рома
- Куп Италије (2) : 2006/07, 2007/08.
- Суперкуп Италије (1) : 2007.

### Репрезентација
- Светско првенство (1) : 2006.

### Млада репрезентација
- Европско првенство у фудбалу до 21 године (1) : 2000.